# يو إف سي 7
يو إف سي 7: الشجار في بوفالو (بالإنجليزية: UFC 7: The Brawl in Buffalo)‏ هو حدث لفنون القتال المختلطة نظمته يو إف سي، أُقيم في 8 سبتمبر 1995، على قاعة بافالو التذكارية في بوفالو، نيويورك، الولايات المتحدة.